# 大阪市道中津太子橋線
大阪市道中津太子橋線（おおさかしどう なかつたいしばしせん）は、大阪府大阪市北区から大阪市旭区に至る市道（主要地方道）である。

## 概要

### 路線データ
- 起点：大阪府大阪市北区芝田2丁目（済生会病院前交差点、国道176号交点）
- 終点：大阪府大阪市旭区太子橋1丁目（今市交差点、国道1号交点）

### 愛称
- 城北公園通：ほぼ全線の豊崎4西交差点 - 終点（起点 - 豊崎4西交差点以外）

### 渋滞
日曜日は、大阪駅付近を先頭にした重度の渋滞が必ずといっていい程発生しており、国道176号を介して地下鉄御堂筋線中津駅付近まで渋滞が伸びる。
このため、ここを通る大阪シティバス（おもに34号系統など）の運行にかなり影響をきたしている。実際、地下鉄中津停留所から大阪駅前停留所まで、平常時5分程度で運行できるところが1時間ほどかかる。

## 歴史
- 1993年（平成5年）5月11日 - 建設省から、市道中津太子橋線が中津太子橋線として主要地方道に指定される[1]。

## 地理

### 通過する自治体
- 大阪市（北区 - 都島区 - 旭区）

### 交差する道路
| 交差する道路                         | 市町村名 | 市町村名 | 交差する場所 | 交差する場所              |
| ------------------------------------ | -------- | -------- | ------------ | ------------------------- |
| 国道176号                            | 大阪市   | 北区     | 芝田2丁目    | 済生会病院前交差点 / 起点 |
| 国道423号                            | 大阪市   | 北区     | 豊崎4丁目    | 豊崎4西交差点             |
| 大阪府道・京都府道14号大阪高槻京都線 | 大阪市   | 北区     | 天神橋8丁目  | 天神橋8交差点             |
| 国道1号                              | 大阪市   | 旭区     | 太子橋1丁目  | 今市交差点 / 終点         |

### 交差する鉄道
- 阪急神戸本線
- 阪急宝塚本線
- 阪急京都本線
- JR京都線
- 阪急千里線
- おおさか東線

### 沿線にある施設など
- 梅田芸術劇場
- 阪急電鉄本社
- ホテル東横イン梅田中津
- （現存せず）三井アーバンホテル大阪
- （現存せず）ラマダホテル大阪（東洋ホテル）

### 道路施設

#### 橋梁
- 毛馬橋 - 旧淀川（大川）